# Ielmo Marinho
Ielmo Marinho là một đô thị thuộc bang Rio Grande do Norte, Brasil. Đô thị này có diện tích 305,185 km², dân số năm 2007 là 11094 người, mật độ 36,4 người/km².